# Viorica Neculai
Viorica Neculai, z domu Ilica (ur. 3 lipca 1967 w Vorniceni) – rumuńska wioślarka, srebrna medalistka olimpijska z Barcelony (1992), czterokrotna medalistka mistrzostw świata.
Wystąpiła w wyścigu eliminacyjnym ósemek na igrzyskach olimpijskich w 1988 w Seulu. W finale osada rumuńska (bez Ilicy w składzie) zdobyła srebrny medal
W 1992 roku wystąpiła na igrzyskach olimpijskich w Barcelonie, podczas których wzięła udział w jednej konkurencji – rywalizacji ósemek. Rumuńska ekipa, w skład której poza Neculai weszły Doina Bălan, Doina Robu, Ioana Olteanu, Viorica Lepădatu, Iulia Bobeică, Maria Păduraru, Adriana Bazon i Elena Georgescu, zdobyła srebrny medal olimpijski z rezultatem 6:06,26.
Czterokrotnie zdobyła medale mistrzostw świata – w 1989 roku złoty w ósemce i brązowy w czwórce bez sternika, w 1991 roku brązowy w ósemce oraz w 1993 roku złoty w ósemce.